# Portret van een jonge vrouw (Rogier van der Weyden)
Portret van een jonge vrouw is een olieverfschilderij van Rogier van der Weyden uit circa 1440. Het behoort tot de collectie van de Gemäldegalerie in Berlijn.

## Identificatie
Het is onbekend wie de geportretteerde vrouw is. Omdat ze de toeschouwer aankijkt, zoals op het schilderij dat Jan van Eyck van zijn echtgenote maakte, wordt door meerdere auteurs gedacht dat het portret een familielid voorstelt, in het bijzonder Elisabeth Goffaert, de echtgenote van de schilder, maar volgens anderen is dit onwaarschijnlijk, mede omdat de vrouw hiervoor te jong lijkt. Bovendien liet Jan van Eyck ook andere geportretteerden uit het schilderij kijken en lijkt Rogier van der Weyden, evenals Petrus Christus, dit motief van hem te hebben overgenomen. Op de achterzijde zijn resten van een wapen te zien, dat rond 1550 in Italië is aangebracht, wat een link met een Italiaanse familie suggereert. In dat geval kan ze bijvoorbeeld de vrouw van een Italiaanse koopman zijn die in Vlaanderen verbleef. Uit het eind van de 16e eeuw stamt een kopie die in Noord-Italië werd gemaakt.

## Stijl en techniek
De lichtval op het gezicht is zachter dan in enkele andere vrouwenportretten die aan Rogier van der Weyden worden toegeschreven. In de tekening van een jonge vrouw in het British Museum wordt volume gesuggereerd door slagschaduwen en de weerkaatsing van het licht dat via de muts op de wang van de vrouw valt – een techniek die aan Jan van Eyck is ontleend. Een gelijksoortig effect is zichtbaar op een vrouwenportret in de National Gallery in Londen, dat traditioneel aan de Meester van Flémalle wordt toegeschreven. Moderne kunsthistorici verschillen van mening over de maker hiervan. Het museum schrijft het op gezag van onder anderen Lorne Campbell toe aan Robert Campin, terwijl de Duitse kunsthistorici Stephan Kemperdick en Jochen Sander het als een vroeg werk van Rogier van der Weyden zien, dat nauw aansluit bij diens beroemde Kruisafneming in het Prado uit circa 1435. Omdat het Portret van een jonge vrouw in Berlijn minder sculpturaal en met zachtere schaduwen is uitgevoerd, maar wel hetzelfde basisschema gebruikt als het Londense portret, moet het Berlijnse portret volgens hen uit een iets latere periode stammen, zo rond 1440.
Paul Van Calster zag in zowel het Londense als het Berlijnse schilderij een portret van Elisabeth Goffaert. Volgens hem was het Londense portret juist het latere werk en was het bijbehorende mansportret een zelfportret van Rogier van der Weyden. Deze theorie heeft vooralsnog weinig bijval gekregen.

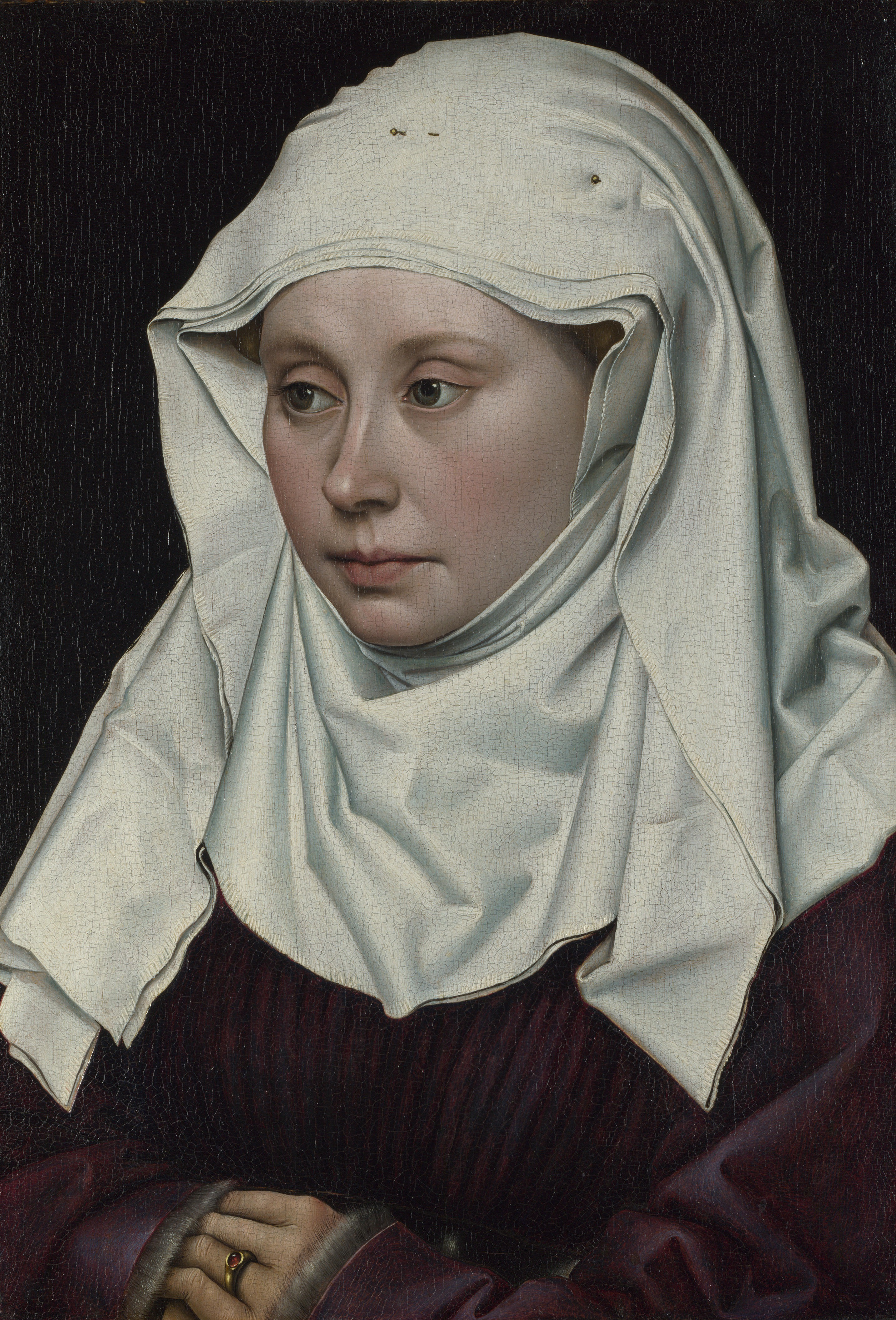
Meester van Flémalle (Robert Campin of Rogier van der Weyden ?), Portret van een vrouw, ca. 1435, National Gallery, Londen
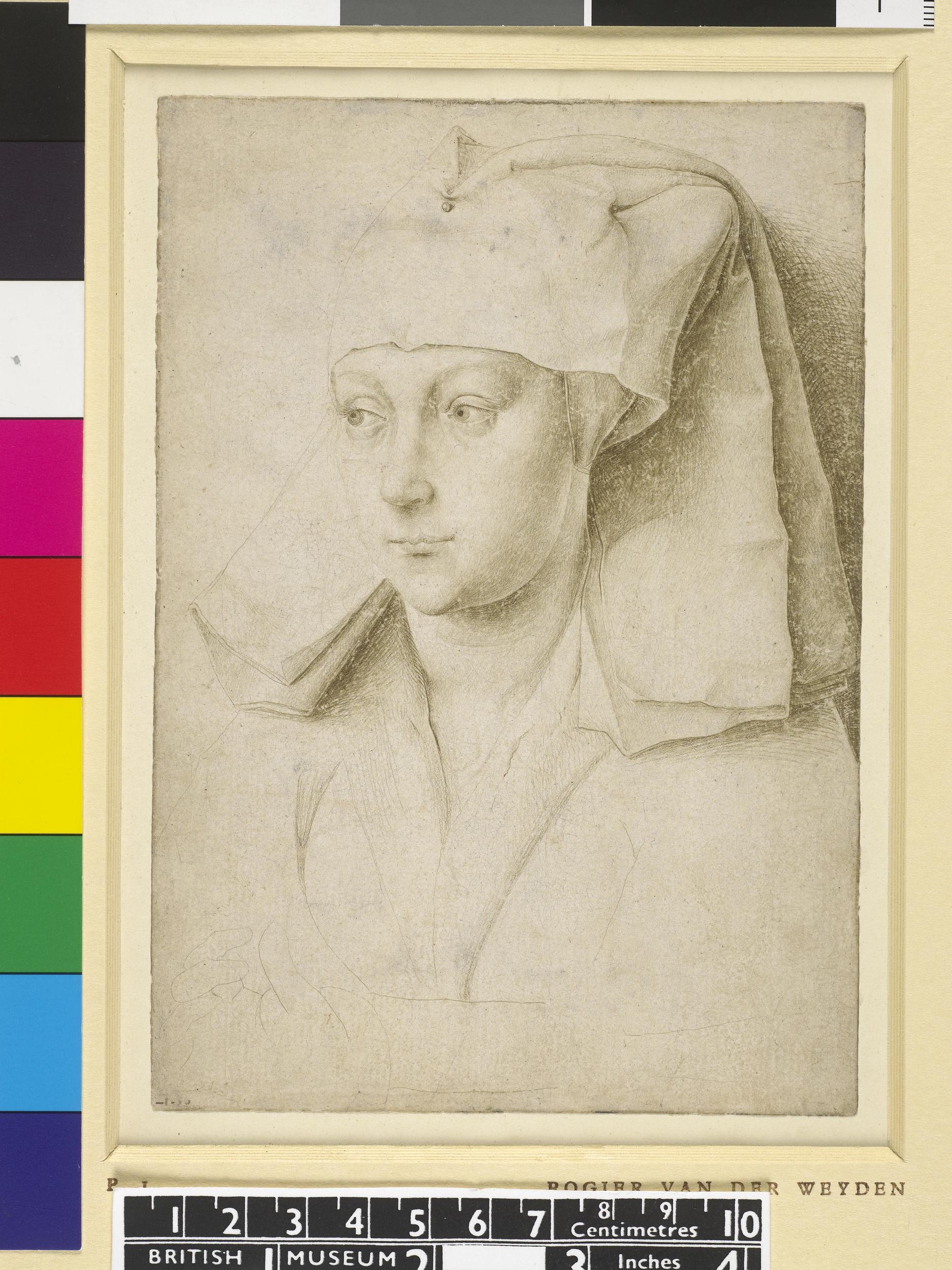
Toegeschreven aan Rogier van der Weyden, Portret van een onbekende jonge vrouw, ca. 1435-1440, zilverstift op papier, 16,6 × 11,6 cm, inv. 1874,0808.2266, British Museum, Londen
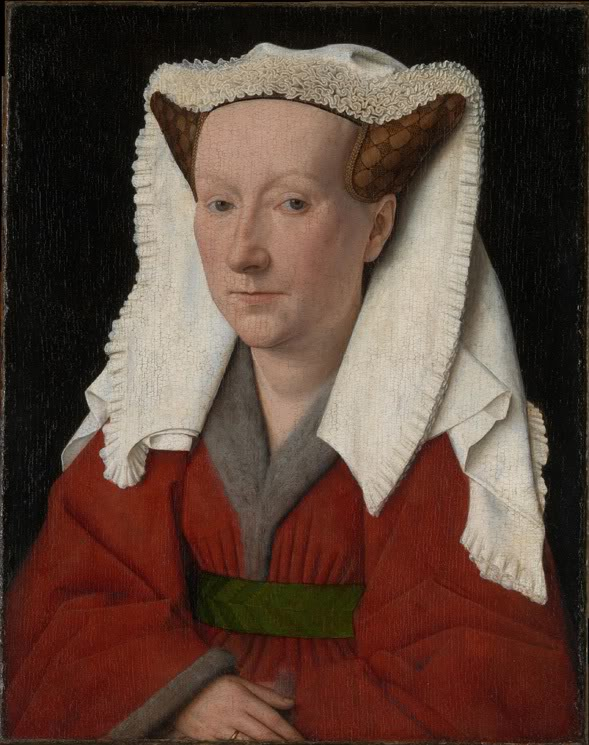
Jan van Eyck, Portret van Margareta van Eyck, 1439, Groeningemuseum, Brugge

## Herkomst
Het schilderij bevond zich ten minste vanaf circa 1550 in Italië.
In 1908 kwam het vanuit de collectie van prinses van Soltikoff in Sint-Petersburg in de Engelse kunsthandel, waarna het werd aangekocht voor de Berlijnse musea.